# Майк Вест
Майк Вест (англ. Mike West, 31 серпня 1964) — канадський плавець.
Медаліст Олімпійських Ігор 1984 року.